# سعيد ولد خليفة
سعيد ولد خليفة هو مخرج وناقد مسرحي وسينمائي جزائري من مواليد تونس، تولى إدارة مهرجان عنابة للفيلم المتوسطي لثلاث طبعات متتالية 2015 و2016 و2018.

## أعمال مسر حية
- الرجل والأحدية المطاطية
- حرب الألفي عام

## فيلموغرافيا
- 1989: الرحلة الكوبية[3]
- 1991: ظلال بيضاء[4]
- 2005: شاي آنيا[5]
- 2008: عائشات[6]
- 2012: زبانة

## مهام
تولى سعيد ولد خليفة مهام محافظ مهرجان عنابة لثلاث طبعات متتالية هي:
1. مهرجان عنابة للفيلم المتوسطي 2015
2. مهرجان عنابة للفيلم السينمائي 2016
3. مهرجان عنابة للفيلم السينمائي 2018[7]

## وصلات خارجية
سعيد ولد خليفة على موقع IMDb (الإنجليزية)
- سعيد ولد خليفة على موقع ألو سيني (الفرنسية)
- سعيد ولد خليفة على موقع قاعدة بيانات الفيلم (الإنجليزية)